# Laura Harrier
Laura Ruth Harrier, född 28 mars 1990 i Chicago, Illinois, är en amerikansk skådespelare och fotomodell. Hon spelar Liz i Spider-Man: Homecoming.